# Нанпан
Нанпан (на китайски: 南盘江) е река, която извира от Юннан-Гуейджоуското плато в източната провинция Юннан, Китай. Тече на изток, формирайки част от границата между провинция Гуейджоу и Гуанси-джуанския автономен регион. Слива се с Бейпан в река Хонгшуй. Дължината ѝ е приблизително 850 км.
Част от река Нанпан е блокирана от язовирната стена Тиеншенгцяо, от което се образува езерото Уанфенг.
Много пристанища по поречието на Нанпан са били собственост на клана Джен, който се е установил в Гуанси, за да потуши бунт от 1053 г. сл. Хр.